# Ёлочные игрушки (группа)
Ёлочные игрушки (ЁИ, EU) — российский электронный дуэт, созданный Александром Зайцевым и Ильей Барамия осенью 1997 года.
Лауреаты премии Сергея Курёхина (2010) в музыкальной номинации «Электромеханика».

## История

### Создание дуэта и начало музыкальной деятельности
Александр Зайцев приехал в Санкт-Петербург из Степногорска (Казахстан), закончил ПМПУ, факультет прикладной математики Университета, а затем аспирантуру при нем. Илья Барамия — вырос в пригородном Ломоносове, выпускник ЛИСИ (ныне Архитектурно-строительный университет). Оба никогда прежде не занимались традиционной музыкой, сразу начав опыты с электронным звучанием.
Всё началось в начале 1990-х с увлечения ребят музыкой, выпускаемой лейблами Warp Records, Ninja Tune и Rephlex. Первый самостоятельный трек «Mice on Moon» был записан 7 октября 1997 года и издан в составе компиляции «Perforation» (которую собрал журналист и переводчик Анатолий Ковжун), изданной в виде двойной кассеты и лимитированного компакт-диска на небольшом петербургском инди-лейбле Perforated records.
Следующие полтора года музыканты провели в экспериментах на своей домашней студии со всем доступным оборудованием (ПК, Boss DR-660, старый аналоговый синтезатор) и время от времени показывают себя на небольших живых выступлениях в местных клубах (такие, как «Порт», «Грибоедов»). Новый материал был записан в промежуток с марта 1998 по февраль 1999 и был выпущен ограниченным изданием в виде сплита с проектом Tenzor под названием «Rhythm Manipulation». Годом ранее, московский лейбл Art-tek включает композицию группы в компиляцию «Артефакты».

### 2000—2003
В 2000-м году дуэт выпускает дебютный альбом группы — «EU Soft». После этого они начинают работу над новым материалом, который в итоге становится их первым виниловым синглом «Wienn / Srez» (по мнению NME диск был признан лучшим синглом недели и дважды попадал в плэй-лист программы диск-жокея радио Би-би-си Джона Пила) и мини-альбомом «Reframing», которые были распространены за территорией пост-советского пространства. Данные работы вызвали весьма тёплые отзывы критики за рубежом, и «Ёлочные игрушки» в октябре 2000 года отправляются с визитом в Соединенные Королевства, после чего на группу посыпались предложения от таких лейблов, как Peacefrog, Earworm, Neo Ouija, Vertical Form и Merck.
Осенью 2000 года EU подписали контракт с компанией «Фоно», по которому в октябре был издан альбом «Улучшенная планировка». Материал альбома был записан с марта 1998-го по февраль 1999-го и подобран так, чтобы наиболее адекватно представить слушателю ранние страницы творчества группы. В дополнении ко всему Саша и Илья начинают ещё одну работу с Tenzor в рамках общего проекта под названием «Christmas Baubles» и выпустили альбом на лейбле Lo Recordings. Осенью 2000 года EU отправились в Лондон, чтобы спродюсировать несколько работ певицы Эдди Брик. Кроме того, они подготовили специальную концертную программу совместно с Эдди Брик и Русским камерным оркестром Лондона.
В 2001 году участники группы приняли участие в проекте «VЕRА», в котором пела вокалистка Вера Гоголь.
Ёлочные Игрушки начинают более активно выступать за пределами России, несмотря на то, что затраты на поездки зачастую превышали прибыль с выступлений. Так ребята, выступив на Transmediale Festival в январе 2003, закончили своё турне в Великобритании в марте 2003.

### 2004—2006
17 июня 2004 года выступили в московском клубе «16 тонн». EU начинают сотрудничать с такими сторонними музыкантами, как Михаил Феничев и Михаил Ильин, образовав с ними группу «2H Company» и написав музыку для дебютного альбома «Психохирурги» (сочетание непрямых IDM-ритмов и категоричной социальной агрессии в текстах), вышедшего в 2004 году. Позже выпускают совместный альбом «Электронщина» (2005) со Стасом Барецким. А также у группы появляется side-проект «Самое большое простое число», над которым дуэт работает вместе с Кириллом Ивановым.
7 марта 2006 года дуэт презентовал альбом «Warm Math» («Тёплая математика») в московском клубе «Ikra», где выступили также со Стасом Барецким и как 2H Company. Незадолго до этого у всех пятерых было несколько выступлений в Украине с другими музыкантами из сборника «Запрещённая эстрада»; в Киеве вход на концерт закрыли, когда набралось 600 человек.

## Критика
Издание «Музыкальная газета» писало: «EU ещё и талантливые продюсеры. Два самых ярких отечественных проекта середины десятилетия: интеллектуальный хип-хоп 2Н СOMPANY и нуар-шансон СТАСА БАРЕЦКОГО — результат их композиторского (и исполнительского) креатива». Газета «Труд» в 2008 году назвала дуэт идейными преемниками Сергея Курёхина из группы «Поп-механика».

## Дискография
Студийные альбомы
- «Тут так» (2000)
- EU Soft (2000)
- Rhythm Manipulation (вместе с Tenzor) (2000)
- Reframing (2002)
- Warm Math (2002)
- Tuner (2004)
- «Электронщина» (вместе со Стасом Барецким) (2005)
- «Игрушки для окраин» (вместе с Андреем Родионовым) (2007)
- Сегодня ты становишься ракетой (2010)
- PCP & ЁU (вместе с Perforated Cerebral Party) (2011)

Сборники
- «Ёлочные игрушки» (1999)
- «Улучшенная планировка» (2000)
- Witch Hazel Tales (вместе с Roricat и FortDax[англ.]) (2001)
- «Дикие ёлочные игрушки» Снегири (2006)
- «Ёлочные Игрушки» (2007)

## Видеография
- EU -april snow — снято 7 апреля 2007 года, опубликовано 10 апреля на ютуб-канале А. Зайцева
- Елочные игрушки. Broken Dub — опубликовано 7 июля 2008 года на официальном ютуб-канале лейбла «Снегири Музыка»